# Communauté de communes de la Région de Rambervillers
La communauté de communes de la Région de Rambervillers, (2C2R) est une communauté de communes française, située dans le département des Vosges et la région Grand Est.

## Historique
Elle est créée à cette date par un arrêté préfectoral du 16 novembre 2006, regroupant alors 20 communes.
Le 1er janvier 2014, les 10 communes isolées de Bazien, Clézentaine, Deinvillers, Doncières, Fauconcourt, Ménarmont, Ménil-sur-Belvitte, Nossoncourt, Ortoncourt et Sainte-Barbe rejoignent la 2C2R.

## Territoire communautaire

### Composition
La communauté de communes est composée des 30 communes suivantes :

| Nom                        | Code Insee | Gentilé                | Superficie (km2) | Population (dernière pop. légale) | Densité (hab./km2) |
| -------------------------- | ---------- | ---------------------- | ---------------- | --------------------------------- | ------------------ |
| Rambervillers (siège)      | 88367      | Rambuvetais            | 20,64            | 5 032 (2022)                      | 244                |
| Anglemont                  | 88008      | Anglemontais           | 5,93             | 152 (2022)                        | 26                 |
| Autrey                     | 88021      |                        | 17,42            | 275 (2022)                        | 16                 |
| Bazien                     | 88042      | Bariziens              | 3,21             | 79 (2022)                         | 25                 |
| Brû                        | 88077      | Bruses ou Broussailles | 8,95             | 566 (2022)                        | 63                 |
| Bult                       | 88080      | Bultois                | 9,86             | 303 (2022)                        | 31                 |
| Clézentaine                | 88110      |                        | 13,11            | 219 (2022)                        | 17                 |
| Deinvillers                | 88127      |                        | 5,6              | 55 (2022)                         | 9,8                |
| Domptail                   | 88153      | Domptaillois           | 18,63            | 338 (2022)                        | 18                 |
| Doncières                  | 88156      |                        | 7,63             | 156 (2022)                        | 20                 |
| Fauconcourt                | 88168      |                        | 4,9              | 131 (2022)                        | 27                 |
| Hardancourt                | 88230      |                        | 3,33             | 35 (2022)                         | 11                 |
| Housseras                  | 88243      | Housserassiens         | 19,61            | 489 (2022)                        | 25                 |
| Jeanménil                  | 88251      | Jeanménilois           | 18,24            | 1 108 (2022)                      | 61                 |
| Ménarmont                  | 88298      |                        | 5,24             | 60 (2022)                         | 11                 |
| Ménil-sur-Belvitte         | 88301      | Ménilois               | 8,6              | 289 (2022)                        | 34                 |
| Moyemont                   | 88318      |                        | 12,3             | 221 (2022)                        | 18                 |
| Nossoncourt                | 88333      |                        | 5,34             | 125 (2022)                        | 23                 |
| Ortoncourt                 | 88338      |                        | 4,39             | 87 (2022)                         | 20                 |
| Romont                     | 88395      | Romontois              | 19,26            | 362 (2022)                        | 19                 |
| Roville-aux-Chênes         | 88402      |                        | 8,59             | 369 (2022)                        | 43                 |
| Saint-Benoît-la-Chipotte   | 88412      | Bénédictins            | 20,77            | 445 (2022)                        | 21                 |
| Saint-Genest               | 88416      |                        | 6,26             | 133 (2022)                        | 21                 |
| Saint-Gorgon               | 88417      |                        | 5,77             | 366 (2022)                        | 63                 |
| Saint-Maurice-sur-Mortagne | 88425      |                        | 6,78             | 181 (2022)                        | 27                 |
| Saint-Pierremont           | 88432      |                        | 5,51             | 153 (2022)                        | 28                 |
| Sainte-Barbe               | 88410      |                        | 30,38            | 268 (2022)                        | 8,8                |
| Sainte-Hélène              | 88418      |                        | 17,05            | 445 (2022)                        | 26                 |
| Vomécourt                  | 88521      | Vomécourtois           | 7,03             | 258 (2022)                        | 37                 |
| Xaffévillers               | 88527      | Heffiélés              | 8,43             | 133 (2022)                        | 16                 |

### Démographie
| 1968   | 1975   | 1982   | 1990   | 1999   | 2010   | 2015   | 2021   |
| ------ | ------ | ------ | ------ | ------ | ------ | ------ | ------ |
| 14 254 | 13 621 | 13 258 | 12 868 | 13 260 | 13 536 | 13 452 | 12 878 |

## Administration

### Siège
Le siège de la communauté de communes est situé à Rambervillers.

### Les élus
Le conseil communautaire de la communauté de communes se compose de 50 conseillers, élus pour une durée de six ans.
Ils sont répartis comme suit :
| Nombre de conseillers | Communes               |
| --------------------- | ---------------------- |
| 18                    | Rambervillers          |
| 3                     | Jeanménil              |
| 2                     | Brû                    |
| 1 (+1 suppléant)      | les 27 autres communes |

### Présidence
| Période       | Période      | Identité           | Étiquette | Qualité                         |
| ------------- | ------------ | ------------------ | --------- | ------------------------------- |
| novembre 2006 | avril 2014   | Jean-Marc Habert   |           | Maire de Domptail ( → 2014)     |
| avril 2014    | juillet 2020 | Alain Gérard       |           | Maire de Brû (2008 → 2020)      |
| juillet 2020  | En cours     | Christophe Lemesle | DVC       | Maire de Sainte-Barbe (2014 → ) |

### Compétences
Ces compétences sont exercées de plein droit, au lieu et place des communes membres, pour la conduite d’actions d’intérêt communautaire. Au 1er octobre 2023, elles sont au nombre de 24,.

### Régime fiscal et budget
Le régime fiscal de la communauté de communes est la fiscalité professionnelle unique (FPU).